# 2022 en science-fiction
| Années de la science-fiction : 2019 - 2020 - 2021 - 2022 - 2023 - 2024 - 2025    |
| Décennies de la science-fiction : 1990 - 2000 - 2010 - 2020 - 2030 - 2040 - 2050 |

L'année 2022 est marquée, en matière de science-fiction, par les événements suivants.

## Naissances et décès

### Décès
- 5 janvier : John J. Miller, écrivain américain, né en 1954, mort à 67 ans.
- 14 janvier : Ron Goulart, écrivain américain, né en 1933, mort à 89 ans.
- 14 janvier : Dave Wolverton, écrivain américain, né en 1957, mort à 64 ans.
- 5 février : Angélica Gorodischer, écrivain argentine, née en 1928, morte à 93 ans.
- 23 mars : Joël Houssin, écrivain français, né en 1953, mort à 68 ans.
- 17 juillet : Eric Flint, écrivain américain, né en 1947, mort à 75 ans.
- 21 août : Alexei Panshin, écrivain américain, né en 1940, mort à 82 ans.
- 18 octobre : Tom Maddox, écrivain américain, né en 1945, mort à 76 ou 77 ans.
- 19 novembre : Greg Bear, écrivain américain, né en 1951, mort à 71 ans.

## Prix

### Prix Hugo
- Roman : Une désolation nommée paix (A Desolation Called Peace) par Arkady Martine
- Roman court : Un psaume pour les recyclés sauvages (A Psalm for the Wild-Built) par Becky Chambers
- Nouvelle longue : Les Bots de l’arche perdue (Bots of the Lost Ark) par Suzanne Palmer (en)
- Nouvelle courte : Where Oaken Hearts Do Gather par Sarah Pinsker
- Série littéraire : Les Enfants indociles (Wayward Children) par Seanan McGuire
- Livre non-fictif ou apparenté : Never Say You Can’t Survive par Charlie Jane Anders
- Histoire graphique : Far Sector (Far Sector, écrit par N. K. Jemisin, dessiné par Jamal Campbell
- Présentation dramatique (format long) : Dune (Dune), film réalisé par Denis Villeneuve, écrit par Eric Roth, Jon Spaihts et Denis Villeneuve d'après le roman de Frank Herbert
- Présentation dramatique (format court) : The Expanse : Les Jeux de Némésis (Nemesis Games), épisode écrit par Daniel Abraham, Ty Franck et Naren Shankar (en), réalisé par Breck Eisner
- Éditeur de nouvelles : Neil Clarke (en)
- Éditeur de romans : Ruoxi Chen
- Artiste professionnel : Rovina Cai
- Magazine semi-professionnel : Uncanny Magazine (en), édité par Lynne M. Thomas (en), Michael Damian Thomas, Michi Trota, Chimedum Ohaegbu et Elsa Sjunneson (en) ; podcast produit par Erika Ensign et Steven Schapansky
- Magazine amateur : Small Gods, édité par Lee Moyer (en) et Seanan McGuire
- Podcast amateur : Our Opinions Are Correct, présenté par Annalee Newitz, Charlie Jane Anders et Veronica Simonetti
- Écrivain amateur : Cora Buhlert
- Artiste amateur : Lee Moyer
- Prix Lodestar du meilleur livre pour jeunes adultes : Promotion funeste (The Last Graduate) par Naomi Novik
- Prix Astounding : Shelley Parker-Chan

### Prix Nebula
- Roman : Babel (Babel) par R. F. Kuang
- Roman court : Even Though I Knew the End par C. L. Polk (en)
- Nouvelle longue : If You Find Yourself Speaking to God, Address God with the Informal You par John Chu (en)
- Nouvelle courte : Rabbit Test par Samantha Mills
- Scénario pour un jeu : Elden Ring par Hidetaka Miyazaki et George R. R. Martin
- Prix Andre-Norton : Ruby Finley vs. the Interstellar Invasion par K. Tempest Bradford (en)
- Prix Ray-Bradbury : Everything Everywhere All at Once par Daniel Kwan et Daniel Scheinert (metteurs en scène et scénaristes)
- Prix Solstice : Greg Bear et Cerece Rennie Murphy
- Prix du service pour la SFWA : Mishell Baker (en)
- Grand maître : Robin McKinley
- Prix Infinity : Octavia E. Butler

### Prix Locus
- Roman de science-fiction : Une désolation nommée paix (A Desolation Called Peace) par Arkady Martine
- Roman de fantasy : L'Héritage du jade (Jade Legacy) par Fonda Lee
- Roman d'horreur : Mon cœur est une tronçonneuse (My Heart Is a Chainsaw) par Stephen Graham Jones
- Roman pour jeunes adultes : Victories Greater Than Death par Charlie Jane Anders
- Premier roman : Maître des djinns (A Master of Djinn) par P. Djèlí Clark
- Roman court : Télémétrie fugitive (Fugitive Telemetry) par Martha Wells
- Nouvelle longue : That Story Isn’t the Story par John Wiswell (en)
- Nouvelle courte : Where Oaken Hearts Do Gather par Sarah Pinsker
- Recueil de nouvelles : Even Greater Mistakes par Charlie Jane Anders
- Anthologie : We're Here: The Best Queer Speculative Fiction 2020 par C. L. Clark (en) et Charles Payseur, éds.
- Livre non-fictif : Dangerous Visions and New Worlds: Radical Science Fiction, 1950–1985 par Andrew Nette et Iain McIntyre (en), éds.
- Livre d'art : The Art of Neil Gaiman & Charles Vess’s Stardust par Charles Vess
- Éditeur : Ellen Datlow
- Magazine : Tor.com
- Maison d'édition : Tor Books
- Artiste : Charles Vess
- Prix spécial 2022 (développement communautaire et de carrière) : Codex Writers Group (en)

### Prix British Science Fiction
- Roman : City of Last Chances par Adrian Tchaikovsky
- Fiction courte : Of Charms, Ghosts and Grievances par Aliette de Bodard

### Prix Arthur-C.-Clarke
- Lauréat : Deep Wheel Orcadia par Harry Josephine Giles

### Prix Sidewise
- Format long : The Peacekeeper par B. L. Blanchard
- Format court : A Sky and a Heaven par Eric Choi et A Dream of Electric Mothers par Wole Talabi (en) (ex æquo)

### Prix E. E. Smith Memorial
- Lauréat : Mary Robinette Kowal

### Prix Theodore-Sturgeon
- Lauréat : Broad Dutty Water: A Sunken Story par Nalo Hopkinson

### Prix Lambda Literary
- Fiction spéculative : Ni dieux ni monstres (No Gods, No Monsters) par Cadwell Turnbull (en)

### Prix Seiun
- Roman japonais : Irina: The Vampire Cosmonaut (7 volumes) par Keisuke Makino

### Grand prix de l'Imaginaire
- Roman francophone : Vivonne par Jérôme Leroy
- Nouvelle francophone : Plasmas par Céline Minard

### Prix Kurd-Laßwitz
- Roman germanophone : Nanopark par Uwe Hermann

### Prix Curt-Siodmak
- Film de science-fiction : Dune, film américain par Denis Villeneuve
- Série de science-fiction : Star Trek: Lower Decks
- Production allemande de science-fiction : prix non décerné

## Sorties audiovisuelles

### Films
- Avatar : La Voie de l'eau par James Cameron.
- BigBug par Jean-Pierre Jeunet.
- Everything Everywhere All at Once par Dan Kwan et Daniel Scheinert.
- Jurassic World : Le Monde d'après de Colin Trevorrow
- Moonfall par Roland Emmerich.
- Mother/Android par Mattson Tomlin.
- Project Gemini par Vyacheslav Lisnevsky.

### Séries
- Andor, saison 1.
- Obi-Wan Kenobi.
- Parallèles.
- Star Trek: Lower Decks, saison 3.
- Star Trek: Picard, saison 2.
- Star Trek: Strange New Worlds, saison 1
- Stranger Things, saison 4.
- Tales of the Jedi.
- Westworld, saison 4.